# Bojownik wolności
Bojownik wolności (ros. Яков Свердлов) – radziecki film z 1940 roku w reżyserii Siergieja Jutkiewicza.

## Obsada
- Leonid Lubaszewski jako Jakow Swierdłow
- Maksim Sztrauch jako Lenin
- Andro Kobaładze jako Stalin
- Pawieł Kadocznikow jako Gorki
- Nikołaj Kriuczkow jako Trofimow